# Nam, Trung Sơn
Nam (chữ Hán giản thể: 南区, âm Hán Việt: Nam khu) là một nhai đạo thuộc địa cấp thị Trung Sơn, tỉnh Quảng Đông, Cộng hòa Nhân dân Trung Hoa. Nam nằm ở trung bộ Trung Sơn, giáp Đông, Thạch Kỳ, Sa Khê, Đại Dũng, Bản Phù, Ngũ Quế Sơn. Nhai đạo này có diện tích 48 km², dân số 50.000 người, trong đó dân thường trú là 22000 ngườim còn lại là dân ngoại lai. Nhai đạo Nam được chia thành các đơn vị hành chính gồm 8 thôn, 2 xã khu. GDP năm 2005 của nhai đạo này là 1,65 tỷ nhân dân tệ. 